# Wilson da Silva Piazza
Wilson da Silva Piazza eller bare Piazza (født 25. februar 1943 i Ribeirão das Neves, Brasilien) er en tidligere brasiliansk fodboldspiller (defensiv midtbane), der med Brasiliens landshold vandt guld ved VM i 1970 i Mexico. Han spillede alle brasilianernes seks kampe under turneringen. I alt nåede han at spille 47 landskampe, og deltog også ved VM i 1974 i Vesttyskland.
Piazza spillede på klubplan primært for Belo Horizonte-storklubben Cruzeiro Esporte Clube.